# Monstertorsdag
Monstertorsdag è un film del 2004 diretto da Arild Østin Ommundsen.